# 自殺攻撃
自殺攻撃（英: suicide attack, kamikaze attack）とは、特攻や自爆テロのような攻撃。自殺的攻撃、自己犠牲攻撃ともいう。

## 概要
各種の研究論文においては「特攻隊や自爆テロなど」や「玉砕、特攻」といった例が自殺攻撃とされている。「自殺戦略」（suicide mission）という語句もあり、辞典では「あなた自身を滅ぼしている間、他の人を死傷させること」とされている。自殺攻撃の思想は、「死の崇拝」（death cult）や「死万歳」と呼ばれる。
行政学者村上弘によると、自殺攻撃の発生した背景に伝統的・集団主義的・権威主義的・感性的な文化があることが、複数の先行研究で指摘されている。こうした文化は、「「市民」の理念を構成する自律性、合理性とは逆の特性」であり、過度な忠誠や「過労死」にも関連していると考えられている。
社会学者加藤秀一は、「自殺攻撃」を「究極のテロリズム」としている。また、哲学者・神学者久保文彦は、「自然界の一員」である人間が地球を汚染すること（水俣病のような公害事件等）を、「自殺的攻撃」と形容している。
英文学者川島伸博によれば、命を捨てて敵を倒したサムソンの逸話が旧約聖書にあるが、9.11以降、サムソンの行為は「自爆テロを肯定するもの」として批判されてきた。サムソンの結末を「勝利の死」として称賛する解釈は、戦争プロパガンダと化して「若者を自殺的戦場へと駆り立てた」という。
バード大学教授イアン・ブルマおよびヘブライ大学名誉教授アヴィシャイ・マルガリートの研究書『反西洋思想』によれば、「ドイツナショナリズム」のような反動主義的ヨーロッパ思想と、新たに解釈された土着の伝統との組み合わせは、時に致命的で、様々な「死の崇拝」を生み出した。

## 死の崇拝
哲学者・記号学者・オックスフォード大学名誉研究員のウンベルト・エーコによると、結束主義（ファシズム）は様々な形態を持っているが、その中でも古典的な特徴を備えたものは「原ファシズム（Ur-Fascism, Ur-Fascismo）」または「永遠のファシズム（Eternal Fascism, fascismo eterno）」と呼ばれる。原ファシズムにおける、英雄主義と「死の崇拝」（死万歳）との関連について、エーコは次の通り論じている。
| こうした見通しに立って、＜一人ひとりが英雄になるべく教育される＞ことになります。神話学において、「英雄」はつねに例外的存在ですが、原ファシズムのイデオロギーでは、英雄主義とは規律なのです。その英雄崇拝は「死の崇拝」と緊密にむすびついています。ファランヘ党の合言葉が「死万歳！」であったことは偶然ではありません。ふつうの人びとになら、死ぬのはいやだろうけれど尊厳をもって立ち向かいなさい、と言うものですし、信仰者に対しては、死は神の意志による幸福に到達するための悲痛な方法なのです、と言うものです。ところが原ファシズムの英雄は、死こそ英雄的人生に対する最高の恩賞であると告げられ、死にあこがれるのです。原ファシズムの英雄は死に急ぐものです。そのはやる気持ちが、実に頻繁に他人を死に追いやる結果になるのだということは、はっきり言っておくべきです。 |

原ファシズムには「伝統崇拝」（cult of tradition）という特徴もあり、これはフランス革命後の反革命思想との典型的な類似点であるとされる。

## 枢軸国における自殺攻撃
ドイツと日本は第二次世界大戦で同盟を結び、共に敗戦国となったこともあり、比較されてきた。両国とも自殺攻撃を目的とする特攻隊が存在していた。

### ドイツにおける自殺攻撃
ヨーロッパ諸国が植民地を巡って戦った七年戦争（1756年～1763年）によりドイツの大部分が荒地になった後、『祖国のために死ぬこと』という有名なエッセイが記された。エッセイの作者は数学者・啓蒙主義者・自由（リベラル）思想家であるトーマス・アプトであり、モーゼス・メンデルスゾーンのようなユダヤ人作家とも親しい人物だった。アプトはエッセイで、「同志」へ次のように語る。
しかしアプトは謹厳な軍人からは程遠く、「自己犠牲」と「美しい死」への呼びかけは、あくまでロマン主義的な詩的表現だった。

#### 第一次世界大戦および戦間期
第一次世界大戦では、1914年11月の「ランゲマルクの戦い」で、ドイツ軍がフランドル地方でイギリス軍に対し不毛な連続攻撃を試み、14万5千人以上の兵士が死亡した。多くは「愛国青年団体」に属する若い志願兵であり、エリート大学の優等生も居た。この戦いは集団虐殺に等しいと見られるが、ドイツのナショナリスト（国家主義者）たちの喧伝した伝説によると「志願兵たちは、ほぼ確実に訪れる死に向かって、ドイツ国歌を口ずさみながら行進していった」という。また、ナポレオン戦争の時代（第一次世界大戦の約100年前）に書かれたカール・テオドール・ケルナーの詩の一節「幸福は犠牲的な死の中にのみ横たわる」が、度々引用された。
第一次世界大戦の2年目には、社会学者ヴェルナー・ゾンバルトが『商人と英雄』という本を書いている。ゾンバルトはこの本の最初で、戦争とは「実存的な戦い」であり、異なる国家の間だけでなく、異なる文化や世界観（Weltanschauungen）の間でも行われる、と記した。そして「店主と商人の国」イギリスや、共和主義国フランスは
- 「西ヨーロッパ文明」
- 「1789年の理念」（フランス革命・人権宣言）
- 「商業的価値観」を体現しているとした[23]。ゾンバルトはそういったブルジョア意識（資本主義）を「快適主義（Komfortismus）」と呼び、批判した[24]。

また、「ランゲマルクの戦い」に参加し、戦場での「英雄的行為」を讃える作品を書いたエルンスト・ユンガーは、
と述べた。死は、劇的かつ精神的な刃となって、「喜び」を「快適主義」から切り離すとされた。
オズワルト・シュペングラー等のドイツ思想家たちも、ブルジョア階級・商人・ビジネスマンを「生命にしがみつき、高い理想のために死ぬことを躊躇し、暴力的闘争から逃れようと躍起になり、人生の悲劇的要素を否定しようとする」、という理由で軽蔑していた。
ドイツが第一次世界大戦で敗北すると、敗北は「西洋（西ヨーロッパ）化」が社会を腐食した結果だとする意見が、ドイツ知識人の中から出てきた。例えば、エルンスト・ユンガーの弟であるフリードリッヒ・ゲオルク・ユンガーはその一人である。ユンガーは『戦争と戦士』というエッセイの中で、ドイツが大戦に負けたのは「文明、自由、平和」などの西洋的価値観を受け入れ、あまりにも「西洋の一部」になってしまったからだと主張した。
この論旨からすると「文明、自由、平和」は、民族・国家・宗教の「潜在的な偉大さ」を蝕み、快適主義を招く。その結果、「有機体としての社会」は衰弱し腐敗する。より若く純粋で活発な共同体を再生するには、「破壊と人間の犠牲」が必要になる。アプトが書いたように、若者は「血管から、苦しむ父なる祖国へ血液を注ぎ、祖国の大地がそれを吸い取り、再び生きていけるように」しなければならないとされた。
1920年代～1930年代のドイツナショナリズムは、西洋を古めかしくて軟弱、利己的で浅はかな守銭奴とする見方が顕著である。そして若者は「鋼鉄の嵐」の中、自己犠牲によってのみ、西洋の凡庸さから救われるとされた。

#### 第二次世界大戦中（ナチス政権下）
第二次世界大戦末期の1945年4月7日に、ドイツ空軍は「エルベ特別攻撃隊」によって、連合国爆撃機への体当たりによる特攻作戦を実施した。敗色濃厚のナチスドイツが、エルベ川周辺（ドイツ北部）に展開した部隊であるため、そのような通称となっている。特別攻撃は「自己犠牲攻撃」とも呼ばれており、約180機の戦闘機が体当たり攻撃を試み、約80人が戦死・行方不明になったとされる。
エルベ特攻隊の指揮官はハヨ・ヘルマンで、元ドイツ空軍のエース・パイロットだった（後には弁護士として、ホロコーストを否定するネオナチなどの弁護に関わっている）。
ドイツと日本は歴史的に因縁が深く、共に19世紀末に近代国家として国力拡充に務めた。日本は様々に政治・軍事・産業・文化等をドイツから学んだ。例えば文豪の森鷗外をはじめ、多くの若者がドイツ留学し、技術や知識を持ち帰った。かつて日本にとってのドイツは「近代化への師」であり、「ロマンをかき立てる憧憬の対象」だったとされている。特攻も、日本特有のものではなかった。
1944年11月4日、ナチスの機関紙『民族の監視者（フェルキッシャー・ベオバハター）』は、東京発で記事を一面に掲載した。
この記事は「シキシマ隊の隊長」についても述べており、それは神風特攻隊の敷島隊を率いた、関行男大尉のことだった。

#### 自己犠牲へのプロガパンダ
当時、紙面はナチス・ドイツの国策に従い作られた。戦争遂行にあたっては国民の戦意高揚が課題であり、負け戦が続くと紙面づくりは難しかった。スターリングラードでのドイツ軍敗北を伝えた1943年2月4日の『民族の監視者』は、敗北を美化し
としている。同盟国である日本の報道も同様で、大本営発表が日本の戦果を水増しして勝利を装い、ドイツは日本の「奮闘」を絶賛した。「カミカゼ」についても当然のごとく、ドイツは肯定的に報じた。
しかし日独の国家レベルでの接近は、個人の親交だけでは成し得ないため、国民へのプロパガンダも進められていた。大衆を扇動し、大衆の支持によって権力を得たヒトラーにとって、「大衆のムード」は最大の政権基盤だった。政府が先行しても、国民の意識が付随しなければ危うい。そこで手腕を発揮したのは国民啓蒙・宣伝相のヨーゼフ・ゲッベルスであり、ゲッベルスは日本のイメージアップとして「サムライ」イメージに注目した。ゲッベルスのプロパガンダの一つは映画であり、1937年に日独合作映画『サムライの娘』（邦題：新しき土）が公開された。この映画の撮影チームには、日本軍に航空機などを売り込んだ武器商人フリードリヒ・ハックも加わっており、様々な面で映画はドイツと「サムライの国」日本を接近させた
映画と並行し、人の交流も行われた。日本からの「大日本青少年ドイツ派遣団」は、ニュルンベルクの党大会でヒトラーと握手し、ドイツの新聞には「日本のサムライ来る」と見出しが打たれた。また、ドイツが制作した日独伊三国同盟のポスターには、鎧兜姿の巨大なサムライが、海上の敵戦艦に刀を振り下ろしている。1944年に日本の特攻作戦についてドイツが肯定的反応を示したのも、ドイツ国民に浸透した「サムライ」イメージが影響していた。この「サムライの国」の特攻作戦を、空軍大佐のハヨ・ヘルマンは、現実の戦略として練り上げた。

#### エルベ特攻隊
1944年11月にヒトラーや幹部たちは、ソ連軍の反撃を受け、「ワシの巣（アドラー・ホルスト）」へ撤収していた。そうした勇ましいコードネームに反して、戦況は不安定だった。この状況下でヘルマンは、ドイツ空軍総司令官ヘルマン・ゲーリング国家元帥に対し、「日本はカミカゼを実行して米軍を震え上がらせている」等と説明し、体当たり作戦を提案した。ヘルマンは、日本人に張り合えるような「愛国心」を重視していた。ヘルマンは「究極の覚悟なくば、この戦いは敗れるであろう」という一文を記した作戦計画書をゲーリングへ提出し、それを承認したゲーリングは、総統官邸を訪問した。ヒトラーは
と述べた。しかしヒトラーは命令を下すことは避け、あくまでも隊員の「自由意思」だと強調した。
ほどなく、特攻の命令文は成文にされた。しかし成文には、原文にあった「この重大な作戦の遂行にあたり、私（ゲーリング）は諸君らと相まみえ、言葉を交わすつもりである」という一文が欠けていた。ナチス・ドイツのナンバーツーであり、空軍の最高責任者であるゲーリングが自ら部隊を訪ねて激励するはずだったが、その一文は命令が成文化される前に、ゲーリングが削除していた。隊員を避けるゲーリングにヘルマンは、体軀に似合わないゲーリングの「小ささ」を感じたという。
若い特攻隊員たちは、ナチスが量産した様々なプロパガンダ映画（ファイト・ハルラン監督の『コルベルク』等）を見せられた。戦局が厳しくなればなるほど、ナチスは国民へのプロパガンダに注力した。それにより「ドイツ人としての意識」は高揚させられたが、実際の攻撃には何のヒントも与えられなかった。熟練のパイロットは多くが戦死し、残った者もジェット戦闘機の訓練に回され、有益な経験を交換し合うこともできず、特攻隊員たちは飛行士として未熟だった。

エルベ特攻隊は、「十に一」程度の生還可能性はあったが、周囲は特攻隊員が戦死することを前提に用意を整えていた。例えば隊員の一人エーリッヒ・クロイルが、指揮官に「最初の攻撃で失敗したら、もう一度出撃しましょうか」と尋ねると、指揮官は
と声を荒らげた。
出撃時には、無線から絶えずナチスの「勇壮なマーチ」が聞こえており、「ドイツ、ドイツ、世界に冠たる……」とドイツ国歌も流れていた。その合間には女性の声が「空襲で焼かれた母を、子を思え！」等と、連合国軍への報復を訴えていた。一方で隊員側は、機体軽量化として送信機も外されており、声を届けることは出来なかった。無線を傍受していたアメリカ軍は、普段流れないナチスの国家や愛唱歌、さらには興奮した女性が「ぞっとするような金切り声」で、「祖国を救え！」「最後までドイツは戦うのだ！」「やつらに復讐を！」と叫ぶ音声を聞き取っていた。
エルベ特攻隊に動員されたのは約180機だが、故障や燃料不足等のため、実際に離陸できたのは150機あまりだった。だが、ヨアヒム・ヴォルフガング・ベームのように不時着したり、主脚の故障等で帰投する機が相次いだため、実際に敵に接触できた機は約100機と見られる。ドイツ側の戦闘報告は次のようになっている。
特攻隊の中の未帰還者数（犠牲者数）については、77人と記録されている。
これに対し米軍側の報告では、撃墜された爆撃機は17機であり、このうち体当たり攻撃で墜落したと明記されているのは8機である。損傷して帰還した機は147機で、このうち修理困難と分類されたのは109機だったが、体当たりによる損傷か否かは分かっていない。犠牲者数も、米軍側の報告では約40人であり、ドイツ側の報告より低めに推計している。
ドイツ側は戦果を誇張していると見られるが、ドイツ指導部は失望していた。例えばゲッベルスは、7日の日記にこう記している。
米軍側の損害は、爆撃機・戦闘機合わせて2000機からすれば、僅かだった。全体としては隊列が多少乱れただけで、爆撃機の編隊は進み、空襲は予定通りに進んだ。その間、迎撃するドイツ機は無かった。エルベ特攻隊によって、ドイツ側は「組織的な迎撃」ができる戦力を出し尽くしていた。
エルベ特攻隊の指揮官ハヨ・ヘルマンは、特攻隊が解散した後も、連合国軍への反撃を止めなかった。ヒトラーの自殺を知った際には、
と述べた。1945年5月8日にはドイツが降伏し、4日後にヘルマンは投降した。
ナチスは戦後のドイツで、「狂気」と位置づけられた。ヘルマンは現在のドイツでは、「極右主義者」と見なされている。2008年にヘルマンは三浦耕喜から取材され、神風特攻隊やヒトラーとの関連、「自己犠牲攻撃」によって多くの若者を死なせたことについての考えを尋ねられた。ヘルマンは顔色を変えず、「淡々と答えた」という。
ヘルマンは特攻作戦を正しいものとして譲らず、ドイツのメディアは彼を「ネオナチ支持者」と見なしている。
戦後ドイツでは、ヒトラーとナチスは「狂信」の塊とされており、特攻隊の生還者ヨアヒム・ヴォルフガング・ベームは「当時の私たちはヒトラーに心酔していた」と述べている。また、ナチスの影響は「愛国心」を語ることを難しくさせてもいる。
三浦耕喜によると、エルベ特攻隊について日本の読者からは多くの反響があり、その中には「あのヒトラーですら特攻には反対していたのか」「ヒトラーですらためらい、たった一回で終わった特攻攻撃を日本はひたすら繰り返していたのか」というような驚きもあった。しかし三浦によると、ヒトラーがエルベ特攻隊に難色を示した理由は、人命尊重のためというよりも「無責任」だった。例えばヒトラーは、第二次世界大戦の開戦を主導しており、全世界で何千万人という犠牲者を出し、自分の兵士にも犠牲を強いた。
スターリングラード攻防戦でも、ヒトラーは「最後の一兵まで戦え！」と述べて撤退を許さず、十万人を死なせた。ドイツが敗色濃厚になると、ヒトラーはドイツ全土に焦土作戦を命令し、敵への屈服よりも「民族の滅亡」を求めた。一方でヒトラーは、大量殺戮を目前に見ることは避ける等、「小心者」な面も見られた。この態度はナチス幹部にも共通している。ゲーリングは、特攻隊への命令文から文章を一部削除することで、隊員たちと直接会う機会を避けた。死ぬまで戦うことを扇動していた宣伝相ゲッベルスは、隊員たちへの訪問予定があったが、直前でキャンセルした。

### 日本における自殺攻撃
日本の敗色が濃厚となっても、海軍の戦略家は「すぐれた日本精神の発露」によってアメリカをなぎ倒すことができると考えていた。「すぐれた日本精神の発露」とは、死を「神聖な犠牲」として受け入れるよう命じられた若者たちによる、神風特攻だった。
神風特攻隊はしばしば本来の目標を外し、爆発したり海面に墜落したりしていた（『国史大辞典』では「全期間を通じての特攻戦死者数は約四千四百人、命中率は十六・五％であった」とされている）。隊員は地上での最後の想いを、例えば次のように説明した。
この種の感情表現には、定型句（例えば「桜の花のごとく散る」や「武士道に従う」など）が多く、実態を見極め難い。これに対して、特攻隊員たちが家族や友人に宛てた手紙には、より一層の思慮や苦悩が記されている。

#### ドイツによる影響
第二次大戦末期に、日本が自殺戦術を正当化する目的で用いた「死の崇拝」は、古代由来ではない。それは軍国主義的な近代政治イデオロギーの一部であり、ヨーロッパ思想と日本の伝統の両方に起因していた。
様々な圧力下での「志願」を行なった特攻隊志願兵たちは、大多数がエリート大学の人文学系の学生だった（理科系の学生は「そう安易には犠牲にできない」と見られていた）。志願兵たちの手紙を見ると、彼らは読書家で、最低でも三ヶ国語以上の原文を読みこなしている。特に好まれていた例は、
- ドイツ哲学（ニーチェ、ヘーゲル、フィヒテ、カント）
- ドイツ文学（トーマス・マン、シラー、ゲーテ、ヘッセ）
- フランス文学（ジード、ロマン・ロラン、バルザック、モーパッサン）

だった。多くの者はマルクス主義的な政治・経済観を有しており、ソクラテスの自殺やキルケゴールの絶望（死に至る病）について考察している。また、少数の者はキリスト教徒でもあった。
確かに日本では、武士の自己犠牲が「切腹」という儀式的な形で存在していたが、それは武士階級のみに存在した上、集団の利益よりも個人の名誉的な性格の方が強く、「死の崇拝」とは言い切れない。特攻隊員たちの自己犠牲は、武士道や天皇崇拝の結果というより、ロマン主義的なナショナリズムの表れとなっていた。
隊員たちは、自分たちの犠牲が日本を勝利に導くとは滅多に信じていなかったが、死の「純粋さ」や「無私」が、より良く、より「公正」「本物」で、より「平等」な日本への道を示すことを願っていた。例えば、22歳で死亡した隊員・佐々木八郎はこう述べている。
特攻戦術の発案者といわれる海軍中将・大西瀧治郎は、パイロットが飛び立つ前に
と告げた。日本降伏の翌日、大西は割腹自殺した。
文化人類学者の大貫・ティアニー・恵美子によると、「破壊の灰の中から立ち上がるフェニックス」という隠喩は、佐々木など当時の若い知識人が、しばしば用いていた。フェニックスの表現は「人類愛に溢れ、個人主義を利己主義へと変えてしまった資本主義から解き放たれた、新しい日本」を指すのに用いられていた。佐々木は
とも述べている。
神話・哲学・文学などにおける「破壊の後の復活」は、「第三帝国」の興隆に向いたイメージだった。ナチズム（国家社会主義）の中でヒトラーやゲッベルスは、権力掌握のためにこのイメージを多用している。それはドイツの破壊と再生、すなわち第三帝国（ナチス・ドイツ）の誕生だった。戦禍がナチスドイツに押し寄せてくると、ゲッベルスは国民に「最終的な勝利」を信じさせるため、演説で「破壊の後の奇跡的な復活」を修辞として使っている。最期の日々にゲッベルスは、自国の再生および階級差のない新ヨーロッパの誕生のための「衛生的な破壊」として、ベルリン爆撃を歓迎した。
日本の宗教には「鯰絵」のような、天災（地震）からの世直しという民間伝承はあったが、ドイツロマン主義やナチズムのような「復活の前提としての暴力的な死」という概念とは、馴染みがない。しかし日本ロマン派（日本浪漫派）は、この伝承と無関係な「テーゼ」を重視した。特攻隊員の日記にはこのテーゼや、「フェニックス」の象徴が繰り返し出てきており、佐々木はその一例となっている。また、特攻隊員ではない林尹夫のような学徒兵にも、同様の傾向が見られる。「熱心なマルクス主義者」を自称していた林尹夫は、詩で「フィナーレ、タブー、崩壊」を切望しており、「カオス」「破壊」「再生」という表現も多用していた。林は、日本に「新たな生命」を吹き込む「破壊」を望んでおり、例えば『日本帝国終末』という詩を記した。
彼はまた、「絶望」についての論考の中で自らを「唯心論者」と記し、ドイツ語混じりで次のように記した。
読書はこうした学徒兵たちの生活の最重要部分にあった。主だった四人である佐々木、林尹夫、中尾、和田の読んだ文献は、確認できるものだけからリスト化しても1355冊ある（なお、キリスト教徒の特攻隊員だった林市造の読書はリストに無いが、彼は日記や家族への手紙で、聖書やキルケゴールの『死に至る病』について頻繁に言及している）。リストには洋楽や映画もある。洋楽が大きな影響を与えている反面、隊員たちは日本の「伝統音楽」には言及していない。一方、隊員たちが言及した映画、特にドイツの戦争宣伝映画は、日本に浸透していた。
特攻隊員は、明治以降の日本人の歴史的体験である「近代」（西洋）から影響されると同時に、それを超越しようという動きを体現していた。彼らの体験は、19世紀～20世紀ヨーロッパの知識人のそれに酷似していた。そうした体験の大部分は、ドイツ・フランス・ロシアで一世を風靡し、日本にも到達したロマン主義だった。世界各地でロマン主義は、マルクス主義と同様に、「資本主義や物質主義に対抗する運動」という意味を持っていた。このため、「マルクスやレーニンはロマン主義の中の少なくともいくつかの要素を重視していた」とされる。様々な形態のロマン主義は各社会で、「近代の超克」の一部を担うと同時に、国民国家間の武力衝突の脅威に立ち向かっていった。
戦争プロパガンダを行なっていた徳富蘇峰はサムソンを愛読しており、これについて英文学者川島伸博は「深刻な意味を持ちうる」と評している。徳富は、清沢測の表現で言えば、「戦争を勃発させるに最も力のあった」プロパガンディストとなっていた。
徳富はアングロ・サクソン嫌いを表明し、日本の若者を戦地へと駆り立てたが、敗戦後は旧約聖書に基づくジョン・ミルトンの悲劇『サムソン・アゴニスティーズ』（Samson Agonistes）を読んで、「救い」を見出したと述懐している。ジョン・ミルトンは「アングロ・サクソンの自由主義の象徴」と見られているが、徳富はミルトンのサムソンをナショナリズム的に解釈して
とし、「勝利の死」を主張した。これらの思想は天皇を神とする日本的ナショナリズムとの親和性が高いとの指摘がある。

## イスラム圏における自殺攻撃

### 暗殺宗派の「伝統」
『反西洋思想』によると、イスラム自体は「死の崇拝」ではないが、にもかかわらずオサーマ・ビン＝ラーディンの言葉に歴史的由来は見出される。11世紀～12世紀間、至福千年説を信奉するシーア派の異端的宗派「暗殺教団」が、「不正な統治者と従者」を殺害する使命を自任していた。彼らは少数の選ばれた者のみ「救済」が間近だとし、それは神聖なるリーダー（イマーム）の秘密知識によってもたらされるとした。「暗殺教団」はシリアやペルシャの要塞に潜み、リーダーへの絶対的服従を儀式的自殺によって表現した。命令なら、崖から身を投じた。殺人行為は「神聖な義務」であり、殺人後は自ら「名誉ある死」を遂げることになっていた。
理由が何であれ、彼らの特殊戦法は失敗し、暗殺教団の活動はモンゴル軍に打破され、13世紀中頃までに終わった。しかしこれで、宗教的反逆者が被抑圧層・貧困層・不満を抱く層に向けて「この世に神の王国を復興するため死ぬまで戦い続けよう」と呼びかけるパターンが確立された。そのような「死の崇拝」に訴えたイスラムのリーダーたちは、自分たちが倒そうとした当の支配者の牢屋で死ぬことがほとんどだった。

### ナショナリズムやファシズムによる影響
19世紀以降、エジプトをはじめイスラム世界のエリートたちがヨーロッパ思想（世俗法や立憲主義など）を採用していく中で、「西洋」は金銭崇拝と同一視されるようになった。イスラム急進派はエジプトやインド等いたるところで、「西洋」とその「手先」のユダヤ人や、西洋化によって「堕落した」イスラム圏のリーダーたちに対する戦いを呼びかけた。1928年には「ムスリム同胞団」が、イスラム急進派によってエジプトで結成され、モットーをまとめた。
「英雄的行為」を讃えるエルンスト・ユンガーは、他の20世紀初頭のドイツの知識人同様、イスラム世界に深い影響を与えた。彼の作品『線を越えて』は、1960年代にイランの著名な知識人アレ・アフマッドによって翻訳された。アレ・アフマッドはユンガーを崇拝しており、「西洋思想の有害な影響」を、「ウェストキシフィケーション」（Westoxification 西洋毒化）という造語で表現した。翻訳を手伝った友人マフマト・フマンも、翻訳後に「二つの目で見たが問題は一つ。二つの言語で語ったが主張は一つ」とし、ユンガーのメッセージの普遍性を強調した。
1930年代～1940年代には、結束主義（ファシズム）と「有機的なアラブコミュニティー」へのロマン主義的ノスタルジア（郷愁・懐古）が合成された。これはアラブ社会主義復興運動（バース主義）と呼ばれ、シリアやイラクの政権が掲げるに至った。アラブ社会主義復興運動の発展は、第一次世界大戦後の1923年にイスラム帝国（オスマン帝国）が崩壊した後に起こったもので、推進者はザティ・ヒュスリや、シリアバース党結成者のミシェル・アフラクのような思想家たちだった。
彼ら汎アラブ主義者たちにとって、最大の敵はヨーロッパの植民地主義だった。しかし例に漏れず、ここでも西洋はヨーロッパ原産の思想に挑戦されていた（その思想は、日本の超国家主義者たちを鼓舞したものと同種だった）。ザティ・ヒュスリも、ドイツロマン主義の思想家（フィヒテやヘルダー等）から多大に影響されていた。ドイツロマン主義は、フランス啓蒙主義に対抗して「血と地」（血と土）に根付く有機的・民族的国家という概念を提唱していた。ヒュスリの理想も、アラブ世界を巨大な有機的コミュニティーとして統一することだった。この考え方は、1920年代にウィーンやベルリンの結束主義者（ファシスト）の間で盛んだった「汎ゲルマン主義」から直接的に影響されている。ヒュスリの理想は、軍事鍛錬や「英雄的な個々人の犠牲」によって結びついた、アラブ人の「フォルクスゲマインシャフト」（自然発生的民族共同体）だった。
アラブ社会主義復興党（バース党）は、宗教的反乱を弾圧するため、何十万人ものムスリム（ほとんどはシーア派）を虐殺した。しかしアラブ社会主義復興党は、己に有益と見た場合、西洋の「十字軍」や「シオニスト」に対する宗教テロも助長した。例えば党員のサッダーム・フセインは、異教徒退治のため白馬に乗って現れたアラブの「救済者」サラディンに、好んで自らを模していた。

### マルクス主義による影響
イラン革命（1978年～1979年）を支えた学者アリ・シャリアティは、ポル・ポトと同様に数年間パリ留学をし、そこでマルクス主義的な作品（チェ・ゲバラ）やフランツ・ファノンを翻訳した。シャリアティの「実践的社会主義としてのイスラム」という見解は、世俗と宗教とを「意識的に融合したもの」だった。彼の信仰は武力闘争の手段に変わり、殉教「赤い死」を、「最高の存在形式」かつ目標として促進した。シャリアティはイスラム純正主義に転向したが、マルクス主義言語は使い続けていた。

### 自爆攻撃の始まり
「カミカゼ」戦術は「神の党」（ヒズボラ）によって、1982年のイスラエル侵攻後のレバノンでも採用された。1983年10月には、爆弾を積んだトラックの自爆テロによって、241人のアメリカ兵が殺害された。その10年後には、パレスチナ人も自爆戦術を行なった。
自爆攻撃者は「しばしば報復の念にとらわれている」とされる。しかし彼らを送り出す側の思想では、自爆攻撃とは「戦争」であり、「死ぬ覚悟のできた聖戦戦士」が、快適主義（ブルジョア的物質主義）に陥った軽蔑すべき者たちに挑む戦いである。例えば「神の党」の精神的指導者ハサン・ナスララは、2000年5月にイスラエル軍がレバノンから撤退した後、こう述べている。
アメリカのアフガニスタン侵攻が開始された直後では、イギリスの新聞がタリバンにインタビューをした時、タリバンの若いジハーディ（努力家・聖戦戦士）はアメリカの敗北を信じていた。彼によると
が、その理由だった（このように「西洋」を軟弱・病的・快楽中毒の退廃的文明とする見方は、「西洋」に対する世界各地での「聖戦」に共通している。大日本帝国も、ジャズ等の「西洋」を敵性文化と見なした）。オサーマ・ビン＝ラーディンが若い信奉者たちを扇動する際に用いる、「死の崇拝」的レトリックには、「カミカゼ精神」との類似点が多いとされる。
ビン・ラディンによれば、イスラムの若い戦士たちはアメリカ兵士とは異なっており、その理由は次のものだった。
またビン・ラディンは、彼の若い「騎士」たちについて、
と述べている。ビン・ラディンの言葉はイスラムの主流ではなく、彼が好む「狂気的（insane）」という形容詞は、むしろナチスが多用した「狂信的（fanatisch）」という表現に近い。確かに聖戦は、イスラム国家の防衛という大義の名で正当化されてきており、戦死した信者には天国での悦楽が約束されてきたが、自殺の肯定や「死そのものの賛美」は、（伝統的スンニ派では特に）存在しなかった。フリーランスのテロリストが非武装の民間人を殺害し、殉教者として天国に迎えられるという考えも、近代以降の「発明」と考えられる。

## その他の地域の自殺攻撃

### アメリカ
アメリカはアレクシ・ド・トクヴィルによって、競争心溢れるが体制迎合的で「崇高な理想」を持たない国だと賞賛されたが、現在のアメリカ（特に新保守主義の間）では、ドイツナショナリズム的な「犠牲による再生」のレトリックが多用されている。

### ロシア
ソ連軍は体当たり攻撃を多用していた。ただし、生死をかけた作戦ではあるものの、パラシュートで脱出し生還する可能性はあった。

### インド
1920年代のヒンドゥー・ナショナリズムの過激派は「民族義勇団」（RSS）を結成し、ヨーロッパの結束主義（ファシズム）思想を取り入れた。そして自分たちの宗教や慣習を現代的に解釈し、ファシズムを移植した。
「民族義勇団」は共産主義者のように、鍛錬と従順による「新しい人間」の製造を目指した。また、ドイツのナチ（国家社会主義者）と同じく、近代的な軍国主義国家の構成要素として「人種」を強調していた。「民族義勇団」の主目標は、個人の「欲望」や「独立性」を否定し、「国体と同一化すること」であり、そのイデオローグであるM・S・ゴールワルカールはこう述べている。
同様の主張は、日本ロマン主義や「近代の超克」でも展開された。しかし民族義勇団や神風戦術は「伝統」それ自体ではなく、伝統からの一部借用を行なった、ヨーロッパ思想の派生物だった。

## 死の崇拝に関する研究

### 英雄主義と近代リベラル社会の対立
『反西洋思想』によると、すべての近代ヨーロッパ思想の中で、非西洋の知識層に最も受容されたのはドイツナショナリズムだと考えられる（例えばナチ党（国家社会主義ドイツ労働者党）の汎ゲルマン主義は、バース党（アラブ社会主義復興党）の汎アラブ主義へ多大な影響を与えている）。その理由としてはドイツのナショナリズムが、近代西洋の普遍性の主張に反発するものだったことが挙げられている。
「西洋」または民主主義の「凡庸さ」に対する嫌悪は、右翼・左翼の両方ともが持っており、それは多くの知識人がスターリン、毛沢東、ヒトラー、ムッソリーニといった指導者を支持した動機の一つだった。民主主義の西洋（オクシデント）に足りないのは「犠牲」や「英雄的行為」であり、毛沢東やスターリンと違って民主国家の政治家たちは「偉大さへの意志」に欠ける、という考えが存在していた。自由民主主義は、商業国に最適な政治制度であり、競争し合い、利益の相違は交渉・妥協を通じて解決することが前提とされたシステムである。当然、そのような制度は英雄的ではなく、反民主主義からは「卑劣」「軟弱」「凡庸」「腐敗」等と見なされてきた。
実際には民主主義と戦争の相性は悪くなく、近代史では、民主主義国家が独裁政権にことごとく勝利している。しかしアレクシ・ド・トクヴィルの見解によると、民主主義下の市民（ゾンバルトの言う「ブルジョア」や「商人」）は、生命をかけて戦闘することを簡単には受容しない。この見解は、20世紀初期のドイツの排外主義者のような、反民主主義者・反西洋主義者も同様と言える。それでいて彼らはトクヴィルと違い、民主主義国家の「無関心や善意」を、平和の源ではなく退廃の表れと見なす。
自由民主主義や資本主義は、「英雄的」信条とは異なり、自由思想に近い。観点によっては、リベラル社会は「凡庸さ」を奨励さえしている。ナチス・ドイツの国家主義者アルトゥール・メラー・ファン・デン・ブルックは、リベラル社会では自由が与えられ、「際立った人生よりもありふれた日常」に重きが置かれると見ており、その点ではトクヴィルも類似している。すなわちリベラルな資本主義国家では、大多数の人々は「普通の生活」を送る。ピューリタンの伝統に則り、リベラルは普通に生きることを受け入れた。そして17世紀のオランダ絵画やイギリス文学（ジェーン・オースティンの小説）が描いたように、凡庸な日常生活にも威厳があり、それは嘲笑するのではなく大切に育むべきだという考えも確立されていった。
しかしこれは、「英雄の勇気」や「栄光」を集合体のための代表行為と見なす人々にとって、納得できない発想だった。結束主義（ファシズム）はその理由から、凡人に魅力的だった。その理由は、優秀な美徳や精神性を誇る「スーパー国家」や「スーパー人種」、「スーパー宗教」に属しているというだけで、「凡人でもつかの間の栄光を垣間見ることができたから」とされる。人間の貪欲さ・不正から「浄化」された理想世界実現のための自己犠牲は、凡人が英雄的気分を味わう方法となっている。彼らは快適主義下で暮らすよりも、「崇高な理想」のために、「荘厳さ」の中で死ぬことを選ぶ。そういった壮絶な死は、英雄的行為と見なされる。また、全体主義政権下で暮らす人間にとっては、「英雄的な死」こそが、個人として選べた唯一自由な行動でもあった。

### 人文学・芸術学からの研究

#### イギリス
英文学者の後藤廣文によれば、詩人ジョン・ダンは、神は死後の世界（「死の王国」）に住んでいると捉えており、そのため「神の崇拝は必然的に死の崇拝を伴うことになる」という。

#### 日本
日本文学者・現代美術批評家・文化交渉学者の中谷伸生によれば、岡倉天心の『東洋の理想』の序文は、マーガレット・E・ノーブルが寄稿した文章である。この序文でノーブルは、次のように述べている。

#### ドイツ・オーストリア
ドイツ文学者・ヨーロッパ文学者の河原俊雄によれば、2005年8月のザルツブルク音楽祭では、古代エジプトを舞台にしたモーツァルトのオペラ『魔笛』が、グラハム・ヴィックによって新演出された。ヴィックの演出では、『魔笛』におけるザラストロの国は、高齢化で衰退した社会として描かれている。この版の『魔笛』のドラマトゥルギーを担当したデレック・ヴェーバーは、当日のプログラムにこう記した。
現代から見れば、ザラストロの国は高齢化社会であり、そこには未来への夢も希望も無いと河原は評する。過去の面影の追求や延命以外には関心がなく、死の恐怖からの救いを求めて宗教に縋り付く。よってこうした国は、「一つの宗教集団」のような様相を呈する。